# Ichneumon exsiccator
Ichneumon exsiccator là một loài tò vò trong họ Ichneumonidae.